# Коллоидное серебро
Коллоидное серебро — мелкие, размером от 1 нм до нескольких мкм частицы металлического серебра, диспергированные в жидкой среде и образующие коллоидный раствор (золь) серебра. Коллоидные растворы серебра термодинамически неустойчивы, с течением времени частицы серебра, сталкиваясь между собой, слипаются и выпадают в осадок — коагулируют. Добавление в коллоидный раствор определённых веществ — стабилизаторов, которые обволакивают частицы серебра и мешают им слипаться, позволяет получать коллоидные растворы, устойчивые в течение длительного времени, до нескольких лет. Изменяя стабилизатор, коллоидные растворы серебра можно получить и в воде, и во многих органических растворителях.
Коллоидные растворы наноразмерных частиц серебра обычно интенсивно окрашены в красно-коричневый цвет из-за проявления эффекта плазмонного резонанса.
Коллоидное серебро при контакте с воздухом со временем окисляется, при этом медленно образуются соли серебра, которые переходят в раствор. Таким образом, коллоидные частицы серебра представляют собой своеобразный «генератор» ионов серебра.

## Исторические сведения
Первое исторически достоверное упоминание об использовании серебра в профилактике инфекционных заболеваний относится к V в. до н. э. Древнегреческий историк Геродот (около 484—425 гг. до н. э.) писал об использовании в войсках персидского царя Кира II Великого воды, хранившейся в серебряных сосудах, вода сохранялась пригодной для питья в походных условиях в течение длительного времени. В исторические хроники попали и сведения об эпидемии желудочно-кишечных заболеваний, охватившей в 326 д.н. э. во время похода в Индию войска Александра Македонского. Заболевали, в основном, рядовые воины, пившие воду из оловянной посуды. Командующие войсками пили из серебряных чаш и кубков и оставались здоровыми. Тут речь не идёт о лечении уже заболевших людей, а лишь об антисептических свойствах серебра.
Серебряные чаши и сосуды для хранения и перевозки воды были найдены в царских захоронениях, датированных 4 тысячелетием до н. э. Это не дань его лечебным свойствам, серебро было символом богатства и роскоши и, в отличие от золота, более доступным материалом для посуды, которая не бьётся, не ржавеет, не зеленеет и ярко блестит.
Использование нитрата серебра (lapis infernalis, адский камень) в медицине в качестве антисептического и прижигающего лекарственного средства известно на протяжении нескольких столетий. Ещё в XVII в. врачи-алхимики голландец Ян-Баптиста ван Гельмонт (1579—1644) и немец Франциск де ла Бое Сильвий (1614—1672) растворили серебро в азотной кислоте и выделили кристаллический нитрат серебра. Серьёзными недостатками применения нитрата серебра в терапевтических целях всегда являлись его высокая химическая активность (способен вызывать химические ожоги слизистых оболочек и кожных покровов) и способность к системной абсорбции при местном применении, что при условии длительного использования может привести к отложению серебра (в виде сульфида и селенида) в поверхностных слоях кожи (аргирия).
В XIX в. после введения Джозефом Листером в хирургическую практику методов антисептической обработки ран нитрат серебра стали использовать и для этих целей, особенно для обработки инфицированных слизистых оболочек. В 1881 г. выдающийся немецкий акушер-гинеколог Карл Креде (Carl Siegmund Franz Credé 1819—1892) описал способ применения глазных капель на основе 1-2%-го водного раствора нитрата серебра для профилактики бленнореи новорожденных. Эта простая манипуляция (Credé-Prophylaxe) длительное время являлась обязательным элементом профилактики бленнореи, что позволило спасти от т. н. врожденной слепоты тысячи детей по всей Европе. Раздражающее действие растворимых солей серебра на слизистые привело в конце XIX в. к необходимости создания малорастворимых коллоидных форм серебра и его солей, а также комплексных соединений серебра, которые наряду с антисептическим и ранозаживляющим действием не обладали бы цитотоксичностью для клеток млекопитающих, характерной для растворимых серебряных солей. В 1894 г. Шеринг создал препарат Аргентамин, содержащий в качестве активного компонента комплексную соль фосфата серебра с диэтилендиамином, широко использовавшийся для лечения гонореи вплоть до наступления эры антибиотиков.
В начале 1900-х годов серебро получило нормативное одобрение как антибактериальный противомикробный агент. До 1938 коллоидное серебро использовалось как бактерицидный препарат и дезинфицирующее средство. Врачи использовали его как капли при воспалении глаз, различных инфекциях. Иногда применяли даже внутрь (хотя для этого не существовало никаких предпосылок) при таких болезнях как простуда, трофическая афта, эпилепсия и гонорея. Тем не менее использование серебра сократилось с введением антибиотиков в начале 1940-х гг. Несколько отпускаемых по рецепту лекарств, содержащих серебро, все ещё доступны, но их перечень неизменно уменьшается и растёт количество стран, прямо запрещающих коллоидное серебро для перорального использования[неизвестный термин]. Причина — отсутствие научно обоснованных результатов, доказывающих какую-либо пользу, и научно доказанный риск для здоровья при приеме таких препаратов внутрь. Коллоидные частицы из-за их малых размеров высвобождают значительное количество ионов серебра, чья токсичность превосходит токсичность тяжелых металлов. Например в странах Евросоюза запрещена реклама и продажа таких препаратов.

## Воздействие на организм

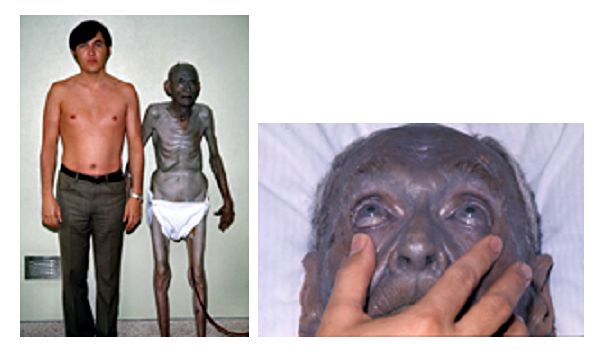
Аргироз

Ионы серебра — это ядовитый тяжёлый металл, никак не участвующий в метаболизме организма, способный накапливаться в органах и вызывать аргироз. Содержание серебра в питьевой воде регламентировано СанПиН 2.1.4.1074-01 (правила контроля качества питьевой воды). Нитрату серебра (AgNO3) присвоен класс опасности 2 — «высокоопасное химическое вещество». Госсанэпидемнадзор официально утвердил гигиенические нормативы содержания вредных веществ в питьевой воде, в этих нормативах содержание нитрата серебра в питьевой воде ограничено концентрацией 0,05 мг/л.
По данным Всемирной организации здравоохранения, способность гарантированно убивать определённые бактерии наблюдается при концентрациях ионов серебра свыше 150 мкг/л (предельно допустимая концентрация для человека - 50 мкг/л). При меньшей концентрации они лишь сдерживают размножение бактерий. После прекращения действующего фактора рост и размножение бактерий возобновляются. Ионы серебра воздействуют отнюдь не на все бактерии. Кроме того, многие микроорганизмы, например, спорообразующие бактерии (сибирская язва), простейшие и любые вирусы устойчивы к их воздействию.
Молекулярные и биохимические основы антимикробной активности серебра и его препаратов достаточно сложны, дискуссионны, в полной мере ещё не выяснены и требуют дальнейшего более глубокого изучения. В целом, антимикробная активность обусловлена комплексообразующим, биохимическим и каталитическим действием серебра на бактериальные и вирусные ферменты (в частности, кислородного метаболизма), а также белки и мембранные структуры, которые при внутреннем употреблении в первую очередь поражаются у человека.
Доктор медицины Стивен Баррет (англ. Stephen Barrett), который уделяет большое внимание защите прав потребителей, медицинской этике, и научному скептицизму, в своей работе «Коллоидное серебро: бесполезный риск» пришёл к следующим выводам:
1. Слишком мало данных о реальности лечебных эффектов, приписываемых коллоидному серебру, или их полное отсутствие.
2. Риск подвергнуться токсическому воздействию серебра превышает ценность попытки необоснованного его назначения, включая использование антибактериального действия серебра.
3. Следует обуздать незаконное распространение коллоидных серебряных продуктов, которое становится существенной проблемой для здоровья населения.

### Побочные эффекты при употребление внутрь коллоидного серебра
При продолжительном избыточном поступлении серебра в организм возникает такое специфическое заболевание, как аргироз — отравление серебром. Оно не представляет угрозы для жизни, но голубовато-серый оттенок кожи вряд ли кого-либо порадует. По данным Агентства по охране окружающей среды США (USEPA), аргироз вызывается накоплением в организме в среднем 1 грамма серебра. Разовая доза нитрата серебра в 10 граммов (6,35 г в пересчёте на чистое серебро) оценивается ВОЗ как смертельная. Нитрат серебра является наиболее токсичным из препаратов ионного серебра. Наименее токсично металлическое серебро, а в виде массивного металла — практически безвредно. Плохо растворимые соли серебра (например, хлорид) малотоксичны, но и малоактивны с точки зрения бактерицидной активности.

### Токсичность коллоидного серебра
В официальной фармакопее США (US Pharmacopoeia and National Formulary) коллоидное серебро не указывается как средство, разрешенное к применению. Однако в начале 1990-х годов несколько небольших компаний возобновили производство коллоидного серебра, пользуясь тем, что оно попало в раздел «пищевых добавок», не требующих утверждения в Госдепартаменте по безопасности пищевых продуктов и лекарственных препаратов США (FDA). В ответ FDA опубликовал в 93-94 гг. несколько предупреждений потребителям с указанием наименований фирм - поставщиков опасной продукции. Своё мнение FDA подтвердил и в 1999 г., издав циркуляр о токсичности продуктов, содержащих серебро, и ложности утверждений об их безопасности. Там было указано, что распространяемые сведения о коллоидном серебре как о натуральном антибиотике, эффективном при раке, СПИДе, туберкулезе, заболеваниях мочеполовой системы, необоснованны.
Несмотря на это, среди российских фармакопейных препаратов встречается азотнокислое серебро — один из наиболее токсичных серебросодержащих препаратов. Согласно Госфармакопее РФ, максимальная разовая доза нитрата серебра внутрь для взрослого человека составляет 30 мг, максимальная суточная доза внутрь для взрослого человека — 100 мг.

### Генотоксичный эффект от употребления коллоидного серебра
Ученые из Университета Восточной Англии выяснили, что обеззараживание воды серебром может привести к разрушению ДНК. Специалисты проанализировали результаты многочисленных исследований, в которых оценивалось влияние растворенного в воде серебра и его соединений на организм животных. Оказалось, что в большинстве случаев вещество оказывало генотоксичный эффект, разрушая целостность молекул ДНК в клетках, в том числе вызывая перестройки в хромосомах и фрагментацию последних. Кроме того, исследователи выявили повреждения генов в сперматозоидах.. Шведский токсиколог Ханна Карлсон исследовала воздействие «серебряной воды» на ткани клеток легких и обнаружила, что она разрушает молекулы ДНК. Попадание коллоидных частиц в легкие вызывает воспаление. Долгосрочное воздействие не приводило к появлению рака, но было доказано снижение иммунитета.

## Текущее использование
Начиная с 1990 г. в нетрадиционной медицине наблюдается возрождение использования коллоидного серебра в качестве средства для лечения многочисленных болезней. В лабораторных условиях исследования дают весьма противоречивые результаты; результаты одних исследований показывают, что его антимикробное воздействие весьма незначительно, в то время как другие показали, что раствор 5-30 ppm является эффективным против стафилококка и кишечной палочки. Данное противоречие связано с размерами коллоидных частиц серебра — чем меньше их размер, тем более выражен антимикробный эффект.
В США и Австралии препараты на основе коллоидного серебра не признаны лекарствами и предлагаются в продовольственных магазинах. Также в изобилии их можно встретить в Интернет-магазинах по всему миру в качестве БАД (Биологически активных добавок). Законами США и Австралии было запрещено маркетологам приписывать медицинскую эффективность коллоидному серебру. Но некоторые сайты, в том числе на их территории, по-прежнему указывают на благотворное воздействие препарата при профилактике простуды и гриппа, а также на лечебное воздействие при более серьёзных заболеваниях, таких как диабет, рак, синдром хронической усталости, ВИЧ/СПИД, туберкулез и другие заболевания. Нет никаких медицинских заключений, свидетельствующих о том, что коллоидное серебро эффективно для любого из заявленных состояний.
- Серебра протеинат
- Питьевое золото